# Jerson Ravelo
Jerson Ravelo (ur. 30 lipca 1977) – amerykański bokser pochodzenia dominikańskiego. W 2000 reprezentował Dominikanę na igrzyskach olimpijskich w Sydney.

## Kariera amatorska
W 2000 reprezentował Dominikanę na igrzyskach olimpijskich w Sydney. W swojej pierwszej walce przegrał na punkty (8:9) z Australijczykiem Paulem Millerem, odpadając z dalszej rywalizacji.
Ravelo uczestniczył w kwalifikacjach na igrzyska olimpijskie dla USA, jednak odpadł w początkowej rundzie. Jako urodzony w Dominikanie dostał szansę na reprezentowanie tego kraju podczas igrzysk. W 1998 zwyciężył w turnieju Golden Gloves, pokonując w finale kategorii średniej Juliusa Fogle'a.